# パンプーリャ
パンプーリャ（Pampulha）はブラジル、ミナスジェライス州の州都ベロオリゾンテ郊外にある人造湖、ならびにその周囲に形成された地区の名前である。オスカー・ニーマイヤーらが手がけたモダニズム建築と周囲の自然とが調和した文化的景観は、「パンプーリャの近代建築群」として、UNESCOの世界遺産リストに登録されている。日本ではパンプリャ、パンプラとも表記される。

## 歴史
パンプーリャ湖は元々1936年から1938年に造成された貯水池であった。20世紀初頭にベロ・オリゾンテ市長だったOtacílio Negrão de Limamは、1936年に治水のためにパンプーリャと呼ばれていた小川をせき止め、貯水池を造ることで市の給水量も増大させた。そうして出来た貯水池は、パンプーリャ湖として拡大され、ジュセリーノ・クビチェックのもとで近代的な都市開発地区となった。彼はパンプーリャ湖を3倍に拡張する工事（1940年 - 1942年）が行うとともに、その周囲に観光や娯楽を目的としたガーデンシティの建設を計画した。クビチェックは、一連の建造物群を作り上げるために若き建築家オスカー・ニーマイヤーを招聘した。ニーマイヤーは画家カンディド・ポルチナーリやランドスケープデザイナーのロバート・ブール・マルクスをはじめとする建築家たちと協力し、ブラジルにおける最初にして最重要のモダニズム建築群を作り上げた。

## 行政地区
行政地区としてのパンプーリャはブラジルのベロオリゾンテ市内に9つある行政地区の1つであり、市の北東部47.13キロメートル (29.29 mi)を占めている。人口 145,262 人（人口密度 3.08 人 / km2）。パンプーリャの中心を占めるのは人造湖のパンプーリャ湖で、それは後にブラジル大統領となるジュセリーノ・クビチェックがベロオリゾンテ市長だった1940年代初頭に造成されたものである。パンプーリャは地区内がさらに29の小地区 (bairros) に分かれており、その1つの名前もパンプーリャという。

## 湖
パンプーリャ湖 (ポルトガル語: Lagoa da Pampulha, ポルトガル語発音: [pɐ̃ˈpuʎɐ]) はベロオリゾンテ州パンプーリャ地区の中心にある人造湖の名前である。もとはベロオリゾンテの水源として建造されたものだったが、急速に汚染されてしまった。その面積は2.6キロメートル (1.6 mi)で、湖水の体積は14,000,000立方メートル (18,000,000 cu yd)であり、その流域面積は97平方キロメートル (37 sq mi)、平均水深は5.1メートル (17 ft)、最大水深は16メートル (52 ft)である。この湖には8つの小川が流入しており、そのうち最大級のものはSarandi と Ressacaである。

## 世界遺産

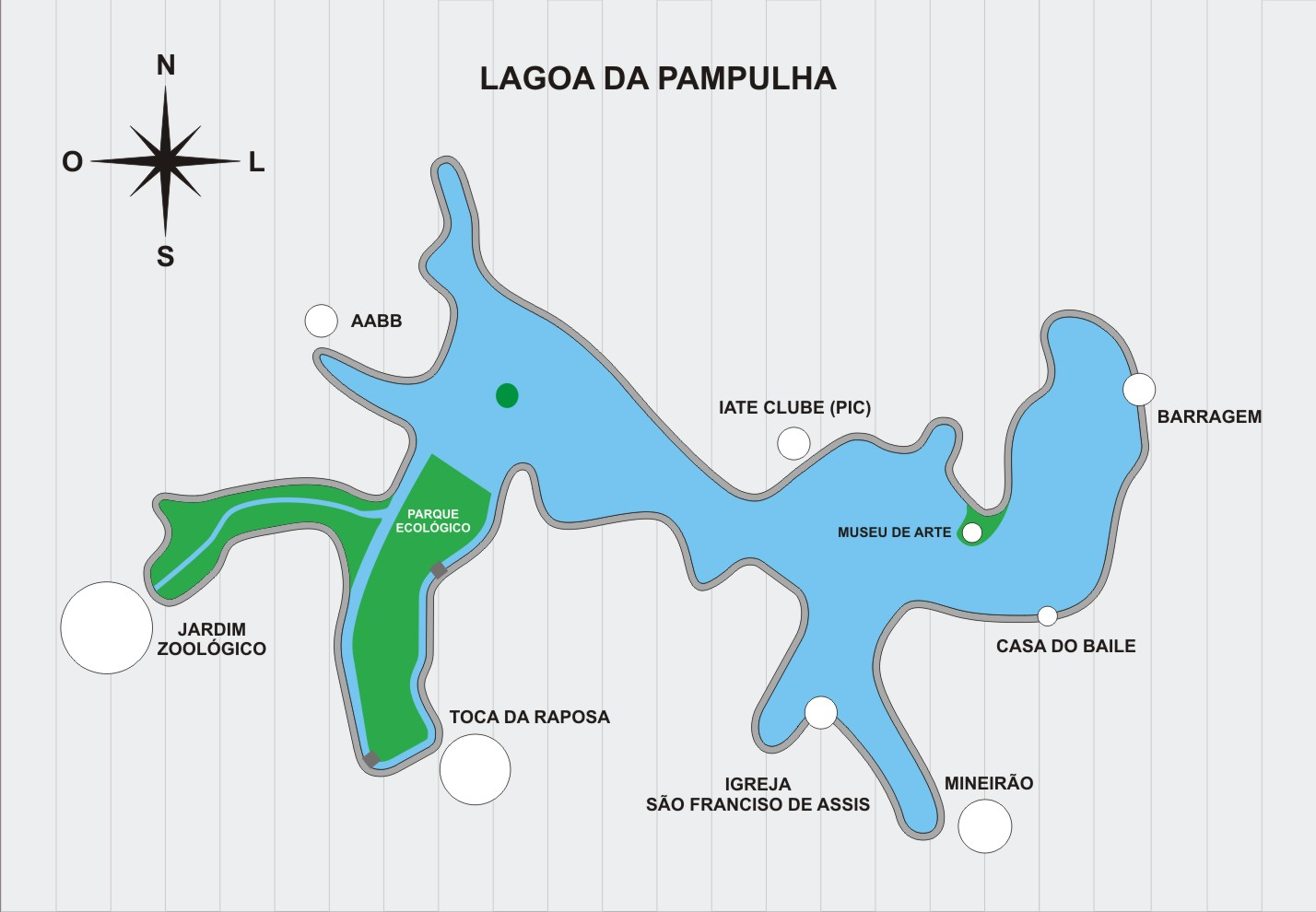
パンプーリャ湖周辺図（ポルトガル語）

オスカー・ニーマイヤーが手がけた主要建築物は、いずれもロバート・ブール・マルクスのランドスケープ・デザインの中に位置づけられている。その主要建造物群は2016年に世界遺産リストに登録された。